# بربل
بربل (به آلمانی: Brebel) یک شهر در آلمان است که در اشلسویگ-فلنسبورگ واقع شده‌است. بربل ۳۹۶ نفر جمعیت دارد.